# 宜野湾市立大謝名小学校
宜野湾市立大謝名小学校（ぎのわんしりつ おおじゃなしょうがっこう）は、沖縄県宜野湾市大謝名5丁目にある公立小学校。

## 沿革
- 1976年（昭和51年）4月12日 - 嘉数小学校と大山小学校が統合し、本校設立。
- 2001年（平成13年）- 校舎改築。新校舎は、漆喰塗りの本格的な赤がわらで、内部もオープンスペースで、明るく近代的な造りになった。

## 児童数
2024年（令和6年）4月8日時点
| 学年 | 1年 | 2年 | 3年 | 4年 | 5年 | 6年 | 特支 | 合計 |
| ---- | --- | --- | --- | --- | --- | --- | ---- | ---- |
| 学級 | 4   | 3   | 3   | 3   | 3   | 3   | 8    | 27   |
| 児童 | 105 | 92  | 89  | 83  | 93  | 90  | 40   | 592  |

## 校歌
作詞は仲村元惟、作曲は田場盛徳。

## 学区
- 大謝名自治会（大謝名1丁目の一部・大謝名2丁目の一部・大謝名4丁目の一部・大謝名5丁目の一部）
- 宇地泊自治会（字宇地泊の一部・字大謝名の一部・大謝名5丁目の一部）
- 大謝名団地自治会（大謝名5丁目の一部）
- 嘉数ハイツ自治会（嘉数4丁目の一部）
- 上大謝名自治会（大謝名2丁目の一部・大謝名3丁目の一部・大謝名4丁目の一部）

### 参考リンク
- Gaccom大謝名小学校（通学区域）

## 主な進学先
- 宜野湾市立真志喜中学校
- 宜野湾市立嘉数中学校

## アクセス
- 沖縄バス・琉球バス交通で、「中大謝名」バス停下車後、徒歩約400m・約6分。
  - 停車系統は、沖縄バス「27」・「52」・「61」・「80」・「92」・「93」・「227」・「777」の各系統及び琉球バス交通「24」・「110」の各系統。

## 周辺
- 宜野湾市立大謝名幼稚園 - 同一敷地内で、かつ進級前幼稚園。
- 沖縄県道251号那覇宜野湾線
- 宜野湾市大謝名児童センター
- 宇地泊川
- 沖縄県道34号宜野湾西原線
- 県営大謝名団地
- 国道58号線